# John Owoeri
John Owoeri (ur. 13 stycznia 1987 w Warri) – nigeryjski piłkarz występujący na pozycji napastnika. Od 2018 gracz chińskiego klubu Shanghai Shenxin.

## Kariera klubowa
Owoeri przez większość kariery występował w klubach afrykańskich. W 2005 roku, po zdobyciu wicemistrzostwa Świata U-20 w piłce nożnej trafił do Feyenoordu. Po jednym sezonie wrócił do Nigerii, aby w 2013 roku ponownie trafić do Europy, tym razem do szwedzkiego Åtvidabergs FF Po dwóch i pół roku, trafił do ekipy BK Häcken w barwach której został królem strzelców szwedzkiej Allsvenskan. Po tym sukcesie wyjechał do Chin, gdzie został zawodnikiem Baoding Yingli Yitong Przed sezonem 2018 zawodnik zmienił klub i został piłkarzem Shanghai Shenxin.

## Kariera reprezentacyjna
Owoeri był jednym z wyróżniających się piłkarzy podczas Mistrzostw Świata U-20 w piłce nożnej w 2005 roku. Zdobył gola w ćwierćfinałowym meczu przeciwko Holandii, a Nigeria ostatecznie zdobyła srebrny medal. W 2010 zadebiutował w dorosłej reprezentacji w meczu przeciwko reprezentacji Gwinei w ramach eliminacji do Pucharu Narodów Afryki 2012.